# Уральский государственный медицинский университет
Уральский государственный медицинский университет (УГМУ) — единственное высшее учебное заведение в Свердловской области, которое готовит врачей и провизоров с высшим образованием. Одно из немногих государственных высших учебных заведений региона, не имеющих непрофильных специальностей.

## История
Свердловский медицинский институт открыт 1 марта 1931 года на основании специального постановления СНК РСФСР от 10 июля 1930 года. Через две недели к учёбе приступили 52 студента вечернего отделения, а в сентябре того же года ещё 130 человек начали осваивать профессию врача на дневном отделении лечебно-профилактического факультета.
На долю первых ректоров СГМИ выпали невероятные трудности: необходимо было решить проблему отсутствия учебных площадей, надлежащей клинической базы, профессорско-преподавательского корпуса. Но к началу 1940-х годов в институте были сформированы и укомплектованы все основные кафедры.
23 июня 1936 года постановлением ЦИК СССР СГМИ было присвоено имя Г. Н. Каминского. Однако вскоре после ареста Г. Н. Каминского его имя применительно к СГМИ более не употреблялось.
В годы Великой Отечественной войны значительная часть преподавателей — 75 человек — уходят на фронт, студенты совмещают учёбу с работой в эвакогоспиталях. В военное время преподаватели Свердловского мединститута делают ряд прорывных разработок: так, заведующий кафедрой госпитальной хирургии Аркадий Лидский разрабатывает методику наложения глухой гипсовой повязки при огнестрельной травме; завкафедрой общей хирургии Федор Богданов создает новые методы лечения огнестрельных ранений крупных суставов и костей; доцент кафедры госпитальной хирургии Моисей Сахаров разрабатывает новые методы консервации крови и её препаратов, а профессор Борис Кушелевский впервые в стране внедряет в практику лечение пневмонии и дизентерии сульфаниламидными препаратами.
В июне 1943 года организованы два новых факультета — санитарно-гигиенический и педиатрический.
В послевоенные годы СГМИ продолжает свое развитие: активно формируются клинические базы, новые факультеты, кафедры, специальности. Строятся учебные корпуса, общежития, растёт число студентов.
В 1979 году за вклад в развитие медицинской науки и подготовку медицинских кадров институт награждён орденом Трудового Красного Знамени.
В 1995 году институту присвоен статус Уральской государственной медицинской академии (УГМА).
В 2013 году академия получает статус университета с переименованием в Уральский государственный медицинский университет (УГМУ).
Сегодня в УГМУ обучается 7,2 тыс. человек. Ежегодно вуз выпускает более 700 человек по программам специалитета и более 350 — по программам ординатуры. За все годы существования университет подготовил более 40 тыс. специалистов в области медицины, фармации, социальной работы.

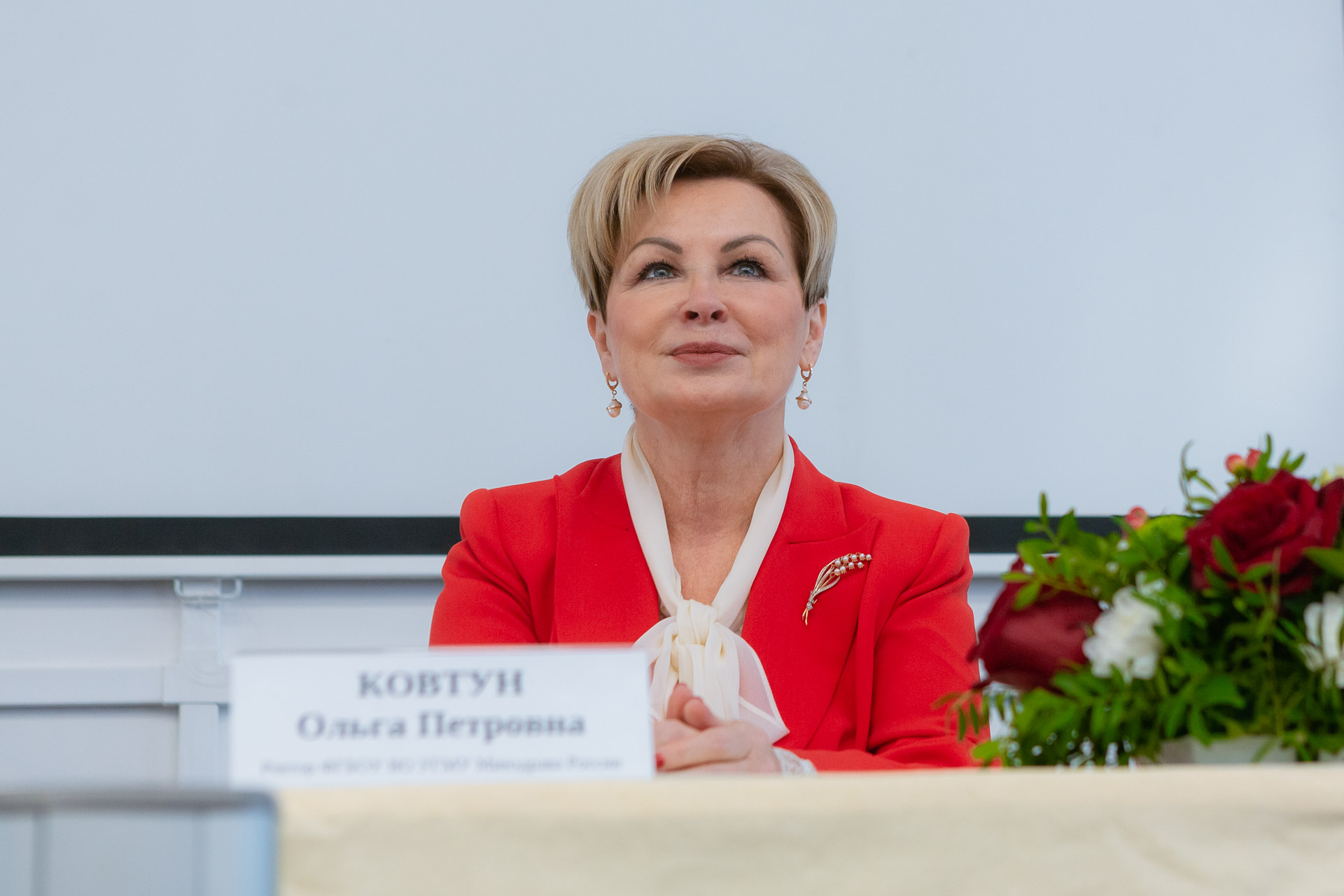
Ректор УГМУ Ольга Ковтун (октябрь 2021 года)

## Ректоры

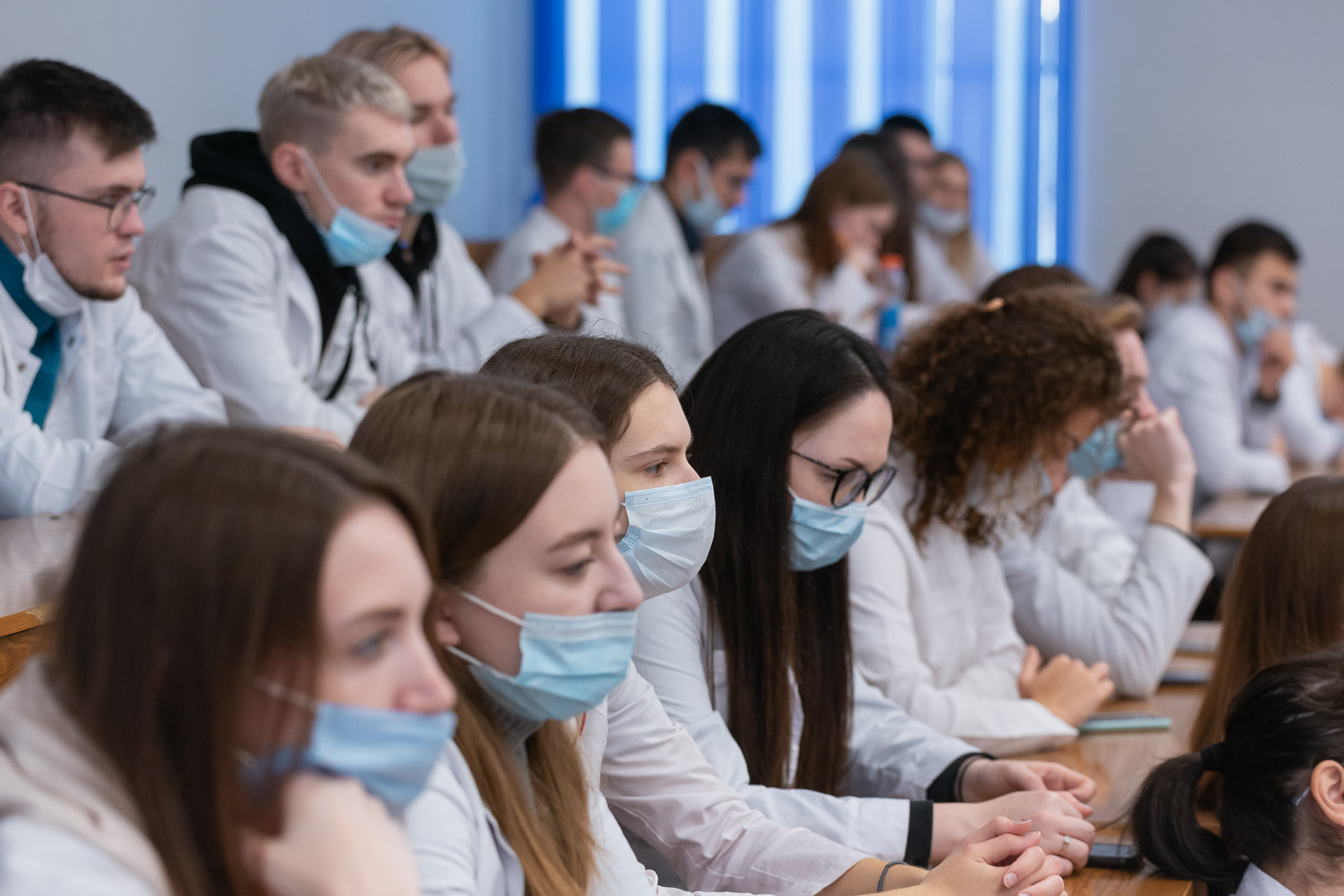
Студенты УГМУ на лекции, октябрь 2021 года

- 1930 (октябрь) — 1932 (август) — Катаев, Пётр Спиридонович
- 1932 (октябрь) — 1934 (декабрь) — Дехтярь, Марк Абрамович
- 1934 (декабрь) — 1939 (март) — Подзоров, Николай Александрович
- 1939 (март) — ? — Прошина П. А.
- 1940 (сентябрь) — 1941 (март) — Парин, Василий Васильевич
- 1941—1946 — Величкин, Владимир Иванович
- 1946—1952 — Серебренников, Валентин Сергеевич
- 1952—1962 — Зверев, Алексей Фёдорович
- 1962—1984 — Климов, Василий Николаевич
- 1984—2005 — Ястребов Анатолий Петрович
- 2005 (ноябрь) — 2017 (август) — Кутепов Сергей Михайлович
- 01.03.2018 (и. о. с 31.08.2017) — н.в. — Ковтун Ольга Петровна[6]

## Структура
Уральский государственный медицинский университет — это крупный учебный и научно-исследовательский центр. В состав университета входят восемь факультетов. В их числе:
- Лечебно-профилактический
- Педиатрический
- Стоматологический
- Медико-профилактический
- Фармацевтический
- Факультет психолого-социальной работы и высшего сестринского образования
- Факультет повышения квалификации и профессиональной переподготовки специалистов

В университете есть основные образовательные программы всех уровней — бакалавриат, специалитет, магистратура. Идёт подготовка кадров высшей квалификации в ординатуре, аспирантуре, докторантуре.
В 2010 году на базе университета был открыт Мультипрофильный аккредитационно-симуляционный центр, где студенты отрабатывают свои профессиональные навыки и умения на современном симуляционном оборудовании: муляжах, фантомах, в том числе в условиях виртуальной реальности. Это и роботы-симуляторы пациента 6-го уровня реалистичности, виртуальные лапароскопические стойки, симуляторы пациентов для физикального обследования дыхательной и сердечно-сосудистой систем с монитором жизненных показателей, стол виртуального пациента для развития клинического мышления и многое другое.

## УГМУ в рейтингах
С 2012 года УГМУ традиционно сохраняет свои позиции в рейтинге «100 лучших вузов России», по версии RAEX, по условиям получения качественного образования, востребованности выпускников и результатам научной деятельности (2012 г. — №77; 2013 г. — №77; 2014 г. — №53; 2015 г. — №55; 2016 г. — №62; 2017 г. — №67; 2018 г. — №68; 2019 г. — №85; 2020 г. — №89; 2021 г. — №84; 2022 г. — №79; 2023 г. — №91; 2024 г. — №100).
В 2018 году УГМУ и его образовательные программы были официально зарегистрированы в Европейском реестре аккредитованных программ высшего образования (Database of External Quality Assurance Results). В 2020 году университет был включен в международной рейтинг «Три миссии университета», куда входят 1,5 тыс. вузов из 97 стран мира. А затем и агентство «Эксперт-РА» включило УГМУ в список предметного рейтинга из 20 лучших университетов страны по направлению «Медицина и здравоохранение», а также в рейтинг самых влиятельных российских вузов. Благодаря системной работе по развитию англоязычной версии официального сайта и страниц в соцсетях к январю 2021 года позиция университета в мировом рейтинге Webometrics улучшилась в два раза. Влияние университета было оценено и в рамках одного из крупнейших рейтингов мира — Times Higher Education Impact Ranking 2021.

## Международная деятельность
Число соглашений УГМУ с зарубежными вузами достигло 40. Сегодня в университете обучается более 500 иностранных студентов из 37 стран мира, среди которых страны СНГ, Африканского континента, Азии и Южной Америки. Более 100 студентов обучаются по совместной с Наманганским государственным университетом сетевой программе — по специальностям «Лечебное дело», «Педиатрия», «Стоматология», «Фармация».